# Gansoijen
Gansoijen est un ancien village néerlandais du Brabant-Septentrional, qui a été détruit lors de la construction de la Bergsche Maas. De nos jours, cette rivière coule à l'emplacement historique du village.
La Bergsche Maas a été achevée en 1904. Les villages de Gansoijen et Haagoort ont été détruits pour faire place à l'eau. Gansoijen et Haagoort appartenaient à la commune de Drongelen, Haagoort, Gansoijen en Doeveren, dont le nom a été changé en Drongelen en 1908.
En 1840, Gansoijen comptait trois maisons et 12 habitants.